# Jiří Novák (fotbalista)
Jiří Novák (* 7. dubna 1945) je bývalý český fotbalista, obránce, reprezentant Československa.

## Fotbalová kariéra
Za československou reprezentaci odehrál roku 1970 jedno utkání (přátelský zápas s Francií). V lize odehrál 229 utkání a dal 5 gólů. Hrál za SU Teplice (1966–1975). V Poháru UEFA nastoupil ve 4 utkáních. Z Teplic odešel do druholigového Kladna.

## Ligová bilance
| Ročník                                   | Zápasy | Góly | Klub               |
| ---------------------------------------- | ------ | ---- | ------------------ |
| 1. československá fotbalová liga 1966/67 | 19     | 0    | Sklo Union Teplice |
| 1. československá fotbalová liga 1967/68 | 24     | 1    | Sklo Union Teplice |
| 1. československá fotbalová liga 1968/69 | 24     | 2    | Sklo Union Teplice |
| 1. československá fotbalová liga 1969/70 | 26     | 1    | Sklo Union Teplice |
| 1. československá fotbalová liga 1970/71 | 29     | 0    | Sklo Union Teplice |
| 1. československá fotbalová liga 1971/72 | 29     | 0    | Sklo Union Teplice |
| 1. československá fotbalová liga 1972/73 | 30     | 1    | Sklo Union Teplice |
| 1. československá fotbalová liga 1973/74 | 23     | 0    | Sklo Union Teplice |
| 1. československá fotbalová liga 1974/75 | 25     | 0    | Sklo Union Teplice |
| 2. československá fotbalová liga 1975/76 | -      | -    | SONP Kladno        |
| CELKEM 1. liga                           | 229    | 5    |                    |